# 岡田真澄 (国学者)
岡田 真澄（おかだ ますみ、天明3年（1783年） - 天保9年2月19日（1838年3月14日））は、江戸時代後期の国学者・書家。字は隣。通称は美毛比麿・徳一郎・源蔵。号は隣月楼。

## 生涯
寛政の三博士の一人・岡田寒泉の子として生まれる。母・由良子は高橋氏出身、二人の姉がいた。幼くして庭訓往来を受け、父の下で朱子学を学ぶが、成長すると儒学に疑問を抱き、加藤千蔭の下で国学を学び、村田春海、清水浜臣、伴直方、植村正路、長尾景寛、前田夏蔭など多くの国学者と親交があった。
56歳で没し、父の眠る大塚先儒墓所に葬られた。

## 業績
加藤千蔭の門人として学んだ和歌・書道に秀でており、書道と関わりが深い仮名文字の由来について研究を行った。江戸時代、平仮名は空海、片仮名は吉備真備が制作したと信じられていた俗説が国学者の中でも信じられていた。しかし岡田はこれらの説に加担せず、平仮名は漢字の草書体が次第に書き崩されて成立したもの、片仮名は古代人の書記行為の中で自然と書き慣れて字画の省略が行われたものであり、特定の個人が何らかの命令を受けて工夫発明したものではないことを確信を持って推論している。
著作として、『本朝書話』、『本朝墨帖論』、『假字類集』、『類假字格』、文政5年（1822年）に刊行された『仮字考』などがある。和歌は『類題青藍集』などに採録されている。この他にも『古言梯』、『袋草紙』、『二十一代集』、『赤染衛門集』などの校合を行い、『月園翁旅日記』、『月楼日記』など自筆の紀行文が残っている。
門人に窪田清音、堀利邦がいる。